# Sombrero

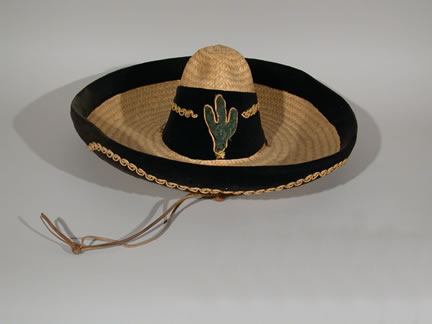
En mexikansk sombrero (sombrero charro).

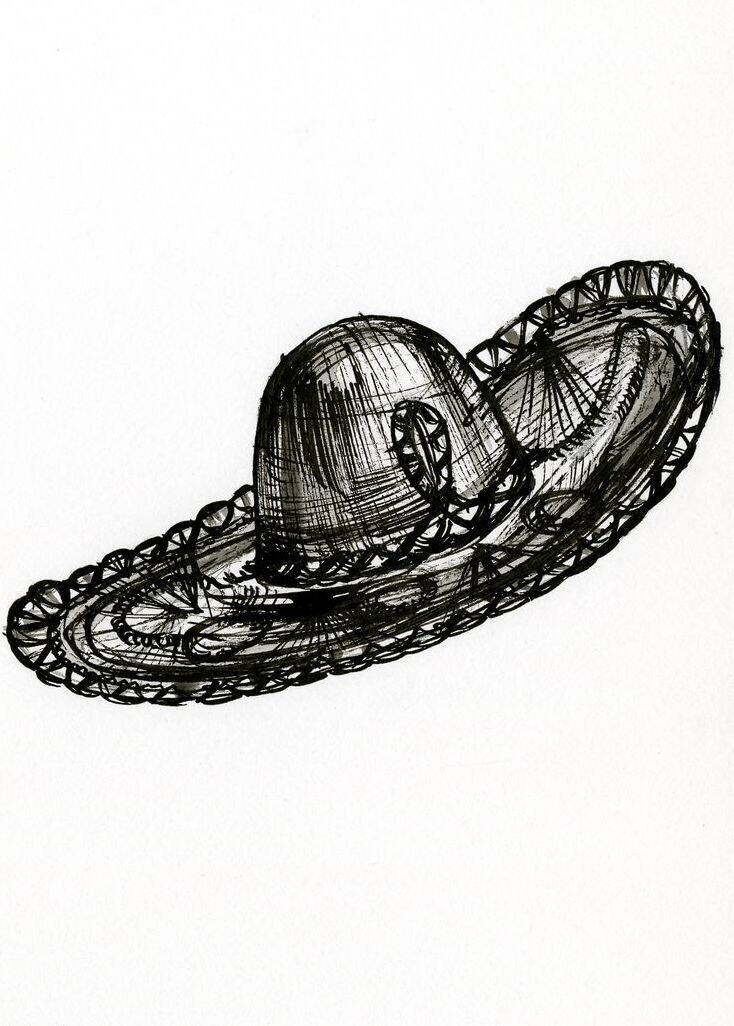
Sombrero

En sombrero (av spanska sombra, "skugga") är en typ av hatt från Mexiko som är lätt att känna igen med sin höga kulle och sitt vida brätte. Den är en manlig huvudbonad, tillverkad av strå eller filt, och vanlig i Spanien, Mexiko och sydvästra USA.

## Bakgrund och utveckling
Namnet kommer från spanskan, men där avser ordet hattar i allmänhet och inte enbart dem med mexikanskt ursprung. I Spanien används benämningar som sombrero méxicano ("mexikansk solhatt") om den bredbrättade sombreron. I svenska språket är ordet "sombrero" belagt sedan 1834.
Den mexikanska sombreron kunde/kan ha ett brätte på upp till 60 cm. I Mexiko kallas den här bredbrättade hatten sombrero charro, eftersom benämningen sombrero (= "solhatt") där används om alla hattar med ett brätte. Charro är den mexikanska varianten av cowboy/gaucho, som tidigt använde den här typen av hatt. Hatten började i Mexiko användas under 1500-talet, och där brukade mer välbesuttna människor bära bruna, vita eller grå sombreror av filt, medan bönder bar sombreror av strå.
Olika sorters sombreror nyttjades tidigt av ranchfolk och andra i delar av västra USA, och där utvecklades den vidare till cowboyhatten.

## Sombrero i populärkulturen
Sombreron är ett givet plagg då man porträtterar en karikatyr av en mexikansk man. Hatten är vanlig i Mexiko, och dess storlek gör att hatten uppfattas som lustig av många människor som är främmande för Mexiko och landets kultur.